# شب غیرمنتظره
شب غیرمنتظره (انگلیسی: Ad-lib Night; کره‌ای: 아주 특별한 손님) یک فیلم محصول سال ۲۰۰۶ کره جنوبی به کارگردانی لی یون کی است. این فیلم، برپایه داستان کوتاهی از نویسنده ژاپنی آزوکو تایرا است و نخستین بار در یازدهمین جشنواره بین‌المللی فیلم بوسان و همچنین در پنجاه و هفتمین جشنواره بین‌المللی فیلم برلین به نمایش درآمد.